# Batalla de Itá Ybaté
La Batalla de Itá Ibaté (Itá-Ibaté, Itaivaté, Itá Yvaté o Lomas Valentinas), librada entre el 21 y el 27 de diciembre de 1868, fue la última de las grandes batallas de la campaña del Pikysyry, llamada "Dezembrada" por los brasileros, durante la guerra de la Triple Alianza, donde los aliados fueron victoriosos.

## Antecedentes
A principios del mes de marzo de 1868, flanqueada y aislada su posición, el grueso de las fuerzas paraguayas abandonó la fortaleza de Humaitá con el objetivo de organizar una línea de defensa en la margen derecha del río Tebicuary.
El grueso del Ejército aliado bajo las órdenes de Luis Alves de Lima e Silva, marqués de Caxias, inició con lentitud la persecución del ejército paraguayo al mando del mariscal Francisco Solano López. El Ejército Argentino no avanzó, esperando órdenes de Buenos Aires, ante la posibilidad de que se ordenara regresar a contener una rebelión contraria a la continuidad de la guerra.

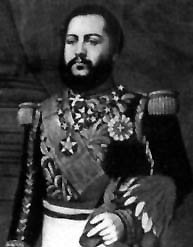
Francisco Solano López.

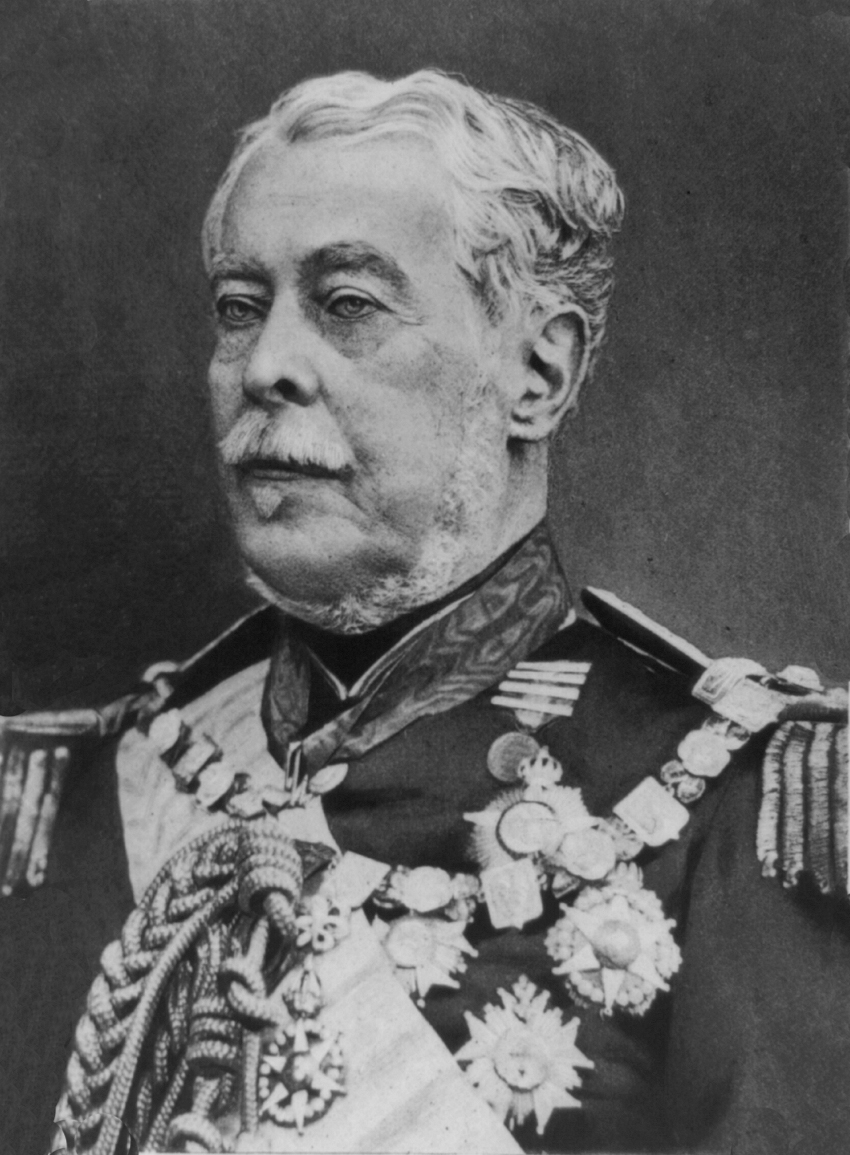
Luis Alves de Lima e Silva, marqués de Caxias.

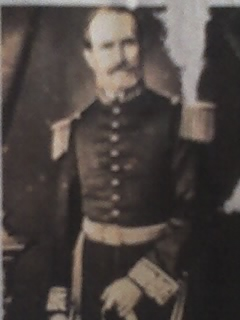
General Juan Andrés Gelly y Obes

Solano López decidió replegarse rumbo a Asunción del Paraguay para defender la línea del arroyo Pikysyry, a 130 km al sur de Asunción y 200 al norte de Humaitá, estableciendo su nuevo cuartel general en Lomas Valentinas (Itá Yvaté) y fortaleciendo las débiles posiciones defensivas de la nueva línea aprovechando la inacción de la escuadra brasilera que "dormía sobre la gloria de la captura de Humaitá".
Tras recibir autorización de su gobierno, el grueso de las fuerzas argentinas junto a algunas fuerzas aliadas se movilizó hasta Palmas, pocos kilómetros al sur del arroyo Pikysyry, a las órdenes del general Juan Andrés Gelly y Obes. Su división estaba constituida por 6500 hombres del Ejército argentino, una división Oriental de 800, la Brigada Paranhos con 1.030, un regimiento de artillería montada de 1.800, una sección de transportes, un piquete de pontoneros con su material y depósitos, hospitales del ejército, etc., lo que sumaba un total aproximado de 10500 hombres.

### El flanqueo
Para esas fechas un ataque frontal contra la línea fortificada del Pikysyry, que se apoyaba sobre el Río Paraguay en Angostura, era ya en extremo arriesgado, aún contando con la amplia superioridad en hombres de la Alianza, tanto por las dificultades naturales como por las obras defensivas paraguayas.
Gelly y Obes propuso a Caxias dejar una fuerte guarnición en Palmas para aferrar al enemigo y embarcar 20000 hombres en los transportes brasileros y todos los buques de cabotaje que allí se encontrasen, remontar el río Paraguay al mismo tiempo que una parte de la escuadra brasilera bombardease las aún incompletas fortificaciones de la Angostura mientras que el resto de la división naval forzaba en una operación nocturna el paso, para dirigirse enseguida a San Antonio, punto elegido para el desembarque por ser conocido perfectamente por el general argentino.
Completado así el flanqueo, el ejército marcharía sobre la retaguardia de la posición de López forzándolo a un cambio de frente, sin fortificaciones y débil artillería, cortándolo de su base de operaciones y encerrándolo entre el río Paraguay y las fuerzas de Palmas.
Caxias compartía la opinión de Gelly y Obes acerca de la conveniencia de flanquear la posición paraguaya pero prefirió tantear la posibilidad de ejecutar una marcha estratégica por el Chaco para evitar  Angostura y complementar esa operación principal con un desembarco en Villeta.
Caxias tenía dudas de la factibilidad de forzar el paso de Angostura y de contar con suficientes buques como para completar el transporte de su ejército en una única operación. Pese a que la iniciativa estratégica de marchar por el este parecía prudente y razonable, las demoras que imponía la logística de la maniobra dieron á López más de un mes,  que empleó con habilidad para finalizar sus obras defensivas y organizar nuevas tropas. En efecto, la estrategia decidida implicaba un enorme esfuerzo logístico. El grueso de las tropas sería conducido por el Chaco hacia el norte a través de esteros, lagunas y arroyos, y en pleno periodo de lluvias que, torrenciales en esa zona, inundaban vastas áreas. Mientras, una división permanecería en el sur aferrando las posiciones paraguayas y una división naval procuraría forzar el paso de Angostura y desembarcar tropas al norte cerrando el cerco.
Gelly aceptó la decisión y se limitó a insistir en efectuar el desembarque en San Antonio ya que según sus informes Villeta estaba fortificado, pero la percepción de los mandos argentinos en el frente respecto de las razones de fondo era diferente.
Gelly y Obes insistió ante Caxias solicitando la participación de fuerzas argentinas planteando la conveniencia de que la alianza fuese verdaderamente representada en la expedición, pero Caxias no aceptó manifestando que tenía fuerzas suficientes y destacando la importancia estratégica de Palmas para fijar las fuerzas paraguayas. Dice no obstante el comandante del 1° Batallón de la división Buenos Aires de la Guardia Nacional José Ignacio Garmendía que "no eran razones para evitar la coadyuvación de los argentinos en las operacienes futuras, se veía á primera vista que el general brasilero se mantenía en su primera resolución de no dar participación á sus fieles aliados en los sucesos que iban á sobrevenir, pues era muy natural que la alianza estuviese bien representada en toda operación importante y decisiva; las glorias y los sacrificios debían ser comunes para vincular sólidamente en el mismo campo de batalla, la amistad de dos pueblos hermanos, que más de una vez unidos han derramado su sangre por las luchas de la civilización. Los móviles que agitaban al generalísimo, se sospechaban. Era necesario explotar en el exterior la influencia moral de las victorias de los aliados en favor de los brasileros, y mantener constante el solo nombre de su nación en la prensa diaria, ilustraciones y otras publicaciones europeas, en donde para nada figuraban sus aliados, pero se llevó un gran chasco el Sr. Marqués, porque como se verá más tarde, tuvo que recurrir á los argentinos y orientales cuando el 21 de diciembre se vio rechazado, abrumado de fatiga, con casi medio ejército de menos, y desmoralizado por el empleo poco juicioso que hizo de sus tropas en su corta y gloriosa campaña de 15 días."
Por otra parte, confirmando la opinión del general argentino, el 8 de octubre, el Silvado forzaba sin inconvenientes el paso de Angostura aguas abajo trayendo un parte de Delfín Carlos de Carbalho, Barón del Pasage. El reconocimiento efectuado en el curso del río hasta frente de San Antonio indicaba que con excepción de Villeta no había posiciones fortificadas o baterías en sus riberas.
El 9 fueron enviados río arriba los acorazados Lima Barros, Alagoas y el mismo Silvado, quedando sólo las naves que embarcarían a las tropas expedicionarias.
A mediados de octubre de 1868 empezaron los trabajos de reconocimiento y construcción de la vía. Tras forzar el paso artillado de Angostura, los acorazados efectuaron desembarcos en San Antonio y permanecieron estacionados en el lugar en espera de la división que avanzaba por el Chaco.
El 4 de diciembre las tropas brasileras, unos 30000 hombres (aunque otras fuentes indican 20657, 18999 de infantería, 926 de caballería y 742 artilleros), finalizaron su maniobra de flanqueo alcanzando nuevamente el río por San Antonio. Estaban divididos en tres Cuerpos, el I al mando de Jacintho Machado Bittencourt, el II al mando del mariscal Alejandro Gomes de Argolo Ferrão (o Argollo), y el III al de Manuel Luis Osorio (1808-1879), Marqués do Herval. También desembarcó el marqués de Caxias, quien instaló su puesto comando en San Antonio.
El 6 de diciembre de 1868 la vanguardia paraguaya al mando del general Bernardino Caballero enfrentó en la Batalla de Ytororó a las fuerzas del Imperio del Brasil y tras una dura lucha con fuertes pérdidas para ambos bandos consiguió replegarse en orden.
Caxias no persiguió a Caballero y se dirigió al oeste, donde tras desembarcar en Ypané se le sumaron las divisiones de caballería de Porto Alegre y de João Manuel Mena Barreto, para iniciar el 7 de diciembre su avance hacia el sur al frente de 21.000 hombres con 3000 caballos y 100 cañones, que tomaron posición en orden de batalla en la llanura entre Ypané y Potrero Valdovinos.
Por su parte y luego de felicitar a sus comandantes, López ordenó a Caballero maniobrar entre Ytororó y Lomas Valentinas y tomar posición al pie de una colina en la ribera izquierda del Río Avay. Pese a la opinión de Caballero, quien consideraba que la posición, enteramente abierta a diferencia de Ytororó, era indefendible contra fuerzas y artillería superiores y prefería retirarse para ubicarse como vanguardia en Lomas Valentinas, Solano López insistió en defender el puesto. El 11 de diciembre se produciría así la desastrosa derrota paraguaya en la Batalla de Avay o Avahy.

## Ita-Ybate

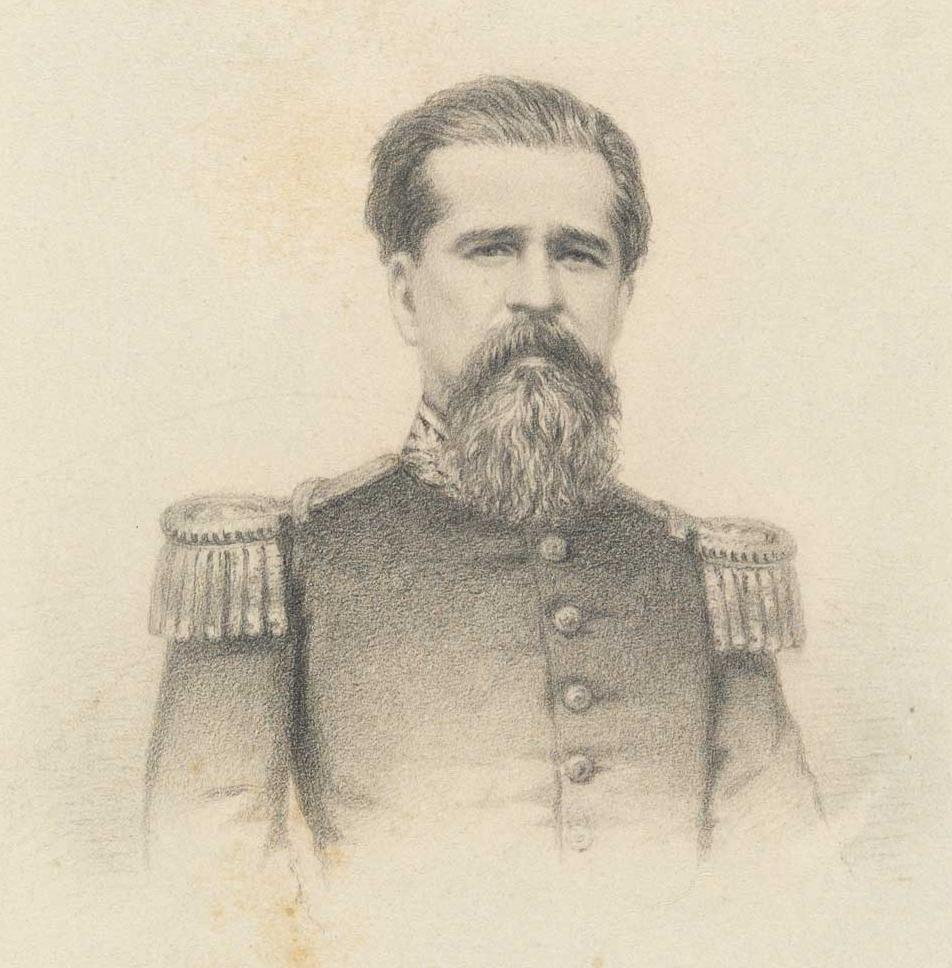
General João Manuel Mena Barreto.

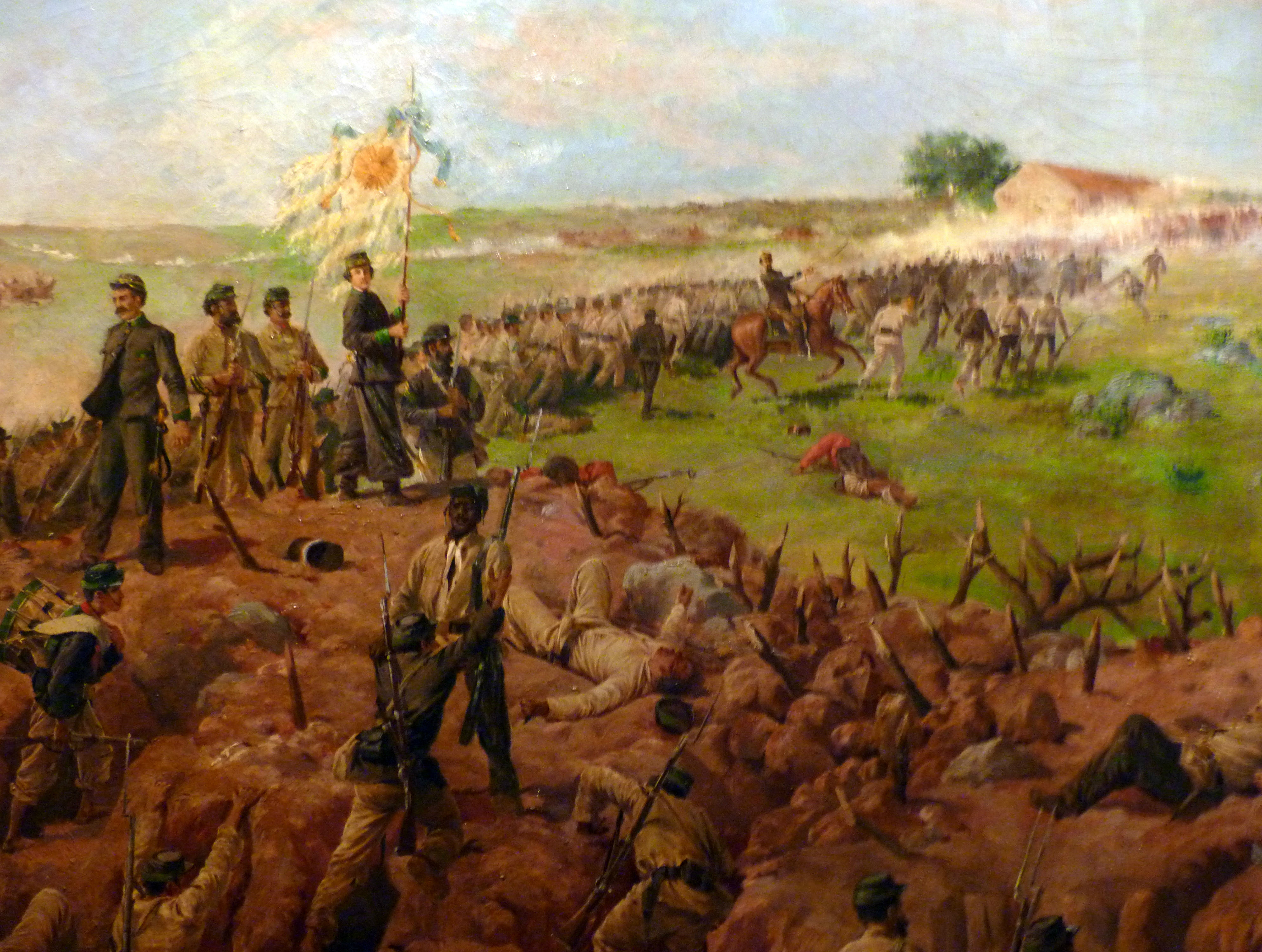
Lomas Valentinas (Diógenes Hequet 1868)

Lomas Valentinas daba nombre a un conjunto de lomas que incluían las del Cumbarity, Acosta, Potrero Mármol e Itá Ybaté o Itá-Ibaté, al sur de la Villeta del Guarnipitán. El mariscal Francisco Solano López había instalado su campamento en la Loma Acosta el 8 de setiembre de 1868.
Caxias reorganizó sus unidades unificando algunos de los batallones que habían sufrido fuertes pérdidas en los recientes combates y ordenó al general Manuel Mena Barreto que marchara con una división hacia Pirayú para cerrar esa posible vía de retirada.
Por su parte, López decidió tender una nueva línea de defensa del lado de Villeta y dio órdenes de iniciar la construcción de una larga trinchera entre Angostura y su cuartel general. Ante la urgencia de la situación y la falta de recursos, abandonó pronto el proyecto y mandó construir una cadena de fuertes entre ambas posiciones, idea que debió también ser desestimada por similares motivos.
Finalmente, mandó fortificar con pequeñas trincheras la loma de Ita-Ybaté. La cima de Ita-Ybaté se compone de dos mesetas: la primera (orientada a Villeta) corre hasta una pequeña zanja con una corriente de agua mientras que la segunda sigue desde esa zanja hacia la boca del Potrero Mármol. Sobre esta última estaba ubicada la casa de López.
La trinchera, consistente en un foso de sólo unos 60 cm de ancho por otros tantos de profundidad, estaba ubicada "sobre la primera meseta de derecha a izquierda formando ángulo con una línea quebrada que se dirigía hacia el Cuartel General paraguayo por el frente". Los soldados sentados en el borde interior quedaban a cubierto pero su flanco derecho quedaba expuesto.
López concentró allí sus fuerzas, cerca de 7000 hombres, dejando en Angostura una división de sólo 700 hombres y en la trinchera de Pikysyry unos 1500, que eran en su mayoría inválidos o muy jóvenes.
El 17 de diciembre la 3° división de caballería imperial comandada por coronel Vasco Alves Pereira sorprendió al sur de Zanja Blanca a tropas del regimiento de caballería paraguaya N°45 pero atacado a su vez por la retaguardia, se dio a la fuga dejando numerosas bajas.
El 18 Caxias practicó un nuevo reconocimiento y descubrió (y eligió para su plan de ataque) los únicos dos desfiladeros que había frente a la línea en vez de rodear la posición.

### Combate del 21 de diciembre
En la mañana del 21 de diciembre de 1868, después de distribuir una proclama, Caxias levantó el campamento en Villeta y se puso en marcha a la cabeza de un ejército de 25000 hombres. En el camino dividió sus fuerzas en dos columnas, la derecha a las órdenes de Jacintho Machado Bittencourt y la izquierda a las de Mena Barreto. La artillería fue desplegada sobre las alturas de Cumbarity desde dominaba las posiciones paraguayas.

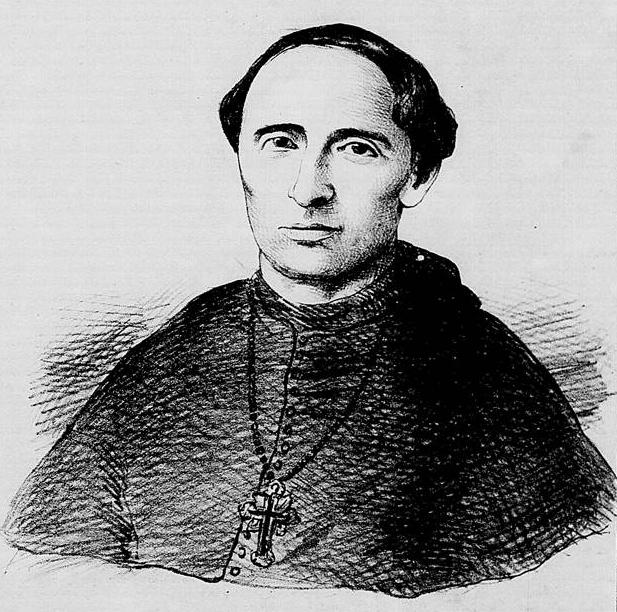
Obispo Manuel Antonio Palacios.

Momentos antes de comenzar el combate, el coronel paraguayo Hilario Marcó por órdenes de Solano López hizo ejecutar en inmediaciones del Potrero Mármol a numerosos prisioneros, investigados por supuestas conspiraciones para derrocar a López y concertar la paz. Entre los ejecutados esa jornada y en el curso de las llamadas "matanzas de San Fernando" que costaron la vida a cientos de prisioneros se encontraban Benigno López, hermano del Mariscal y exsecretario, José Berges y Gumersindo Benítez, exministros de Relaciones Exteriores, el general José María Bruguez, el general Vicente Barrios, exministro de Guerra y Marina y cuñado de López, el coronel Manuel Núñez, el coronel Paulino Alén Benítez, el sargento mayor Vicente Mora, el obispo de Paraguay Manuel Antonio Palacios, el deán Eugenio Bogado, el presbítero Vicente Bazán, el sacerdote Juan Bautista Zalduondo, Carlos Riveros, Saturnino Bedoya, cuñado también de López, Gaspar López, López Juliana Insfrán de Martínez, esposa del coronel Francisco Martínez, defensor de Humaitá, fusilada por la espalda como "traidora a la patria y al Supremo Gobierno", Dolores Recalde, María de Jesús Egusquiza Quevedo, el cónsul portugués José María Leite Pereira, el dirigente del partido Blanco uruguayo Antonio de las Carreras el exsecretario de la Legación uruguaya Francisco Rodríguez Larreta, el capitán italiano Simón Fidanza, etc.
Mena Barreto atacó por la retaguardia las trincheras de Pikysyry y si bien las tropas paraguayas pudieron hacer un rápido cambio de frente formando en batallones distantes 500 metros, sufrieron al momento la carga de las tropas brasileñas.
Por su parte, el ejército argentino no podía atacar la trinchera por el frente dado lo crecido del riacho que separaba sus posiciones. El ala izquierda paraguaya al mando del sargento mayor Solís rechazó el asalto hasta recibir finalmente órdenes de replegarse a Lomas Valentinas, valiéndole su comportamiento en acción ser de inmediato promovido a teniente coronel.
Finalizada la primera acción de la batalla de Lomas Valentinas, las fuerzas de López habían sufrido 900 bajas y perdido buena parte de su artillería, pero lo más grave es que quedaban ahora separados de sus posiciones en Angostura.
A las 11 el general José Joaquim de Andrade Neves, Barón del Triunfo, al frente de 2500 hombres de caballería rodeó Itá-Ybaté y penetró en el Potrero Mármol llevándose el ganado disponible para el abastecimiento de la plaza, 3000 cabezas de ganado vacuno, 500 ovejas y 400 caballos. El comandante paraguayo Roa salió al frente de su regimiento para intentar detenerlo en el paso de Yuquyry pero fracasó en el intento y fue muerto en la acción.
Pese a quedar dueño del paso de Yuquyry, Caxias decidió no fortificarlo dejando así libre el único paso del Potrero Mármol por donde podía escapar López, lo que sería una de sus decisiones más discutidas y sospechadas ya que podría haber asegurado en ese punto la finalización de la guerra.

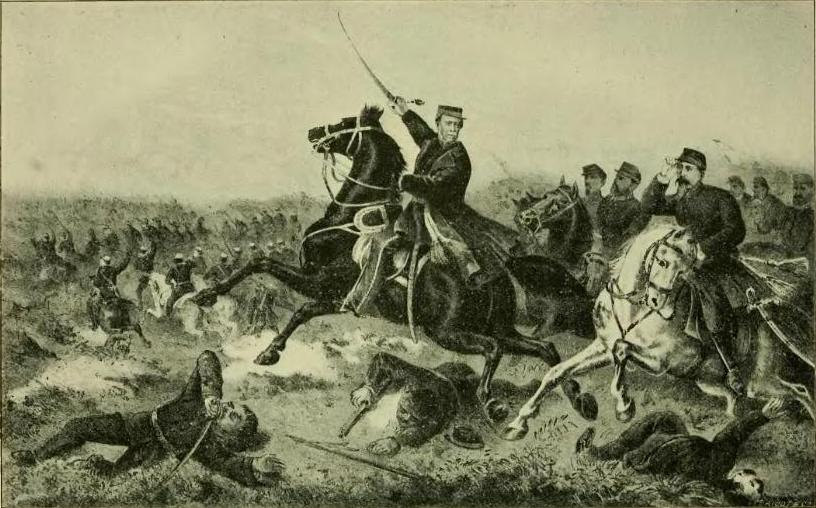
Batalla de Lomas Valentinas.

Caxias resolvió llevar el siguiente ataque sobre el frente paraguayo en dos columnas. La primera al mando de Neves seguiría un camino que se adentraba por un espeso bosque y salía a un abra frente a la trinchera, mientras que la segunda columna al mando de Joao Manoel Camara utilizaría otro camino a la izquierda de la línea paraguaya conocido entonces por "el de la Reserva", el cual salía frente mismo al cuartel general.
A las 3 de la tarde se inició el ataque. Las fuerzas imperiales avanzaron bajo el fuego de la artillería paraguaya sufriendo enormes bajas hasta que la vanguardia, tropas riograndenses de caballería desmontada del Barón del Triunfo, llegó a la trinchera iniciándose el combate cuerpo a cuerpo.
El batallón de rifleros al mando del mayor Vicente Jiménez acudió a reforzar el punto al ver que el avance aliado frente al Cuartel amenazaba cortar la retaguardia, pero muerto su comandante el desorden se extendió entre las tropas paraguayas hasta que Caballero y el coronel Valois Rivarola a la cabeza del escuadrón Escolta Nacional (coronel Felipe Toledo) consiguieron restablecer la posición con una carga.
Rechazado el asalto frontal, nuevos batallones brasileños reforzados por pontoneros a las órdenes del capitán Martins avanzaron sobre la derecha paraguaya y consiguieron penetrar las trincheras y apoderarse de 14 piezas de artillería.
Las fuerzas de Rivarola y del coronel Toledo acudió nuevamente para detener la irrupción, iniciándose un duro combate cuerpo a cuerpo durante el cual Toledo resultó muerto y Valois Rivarola gravemente herido. Los aliados consiguieron así dominar la primera meseta y avanzaron en desorden hacia la segunda donde permanecía López, pero un contraataque de su escolta consiguió rechazarlas, tras lo que formó al frente cerrando la línea frente a las trincheras ocupadas ahora por los aliados. En ese momento la lluvia que se inició poco después del combate empezó a arreciar.
El coronel Marcó improvisó entonces una guerrilla de más de cien hombres con marinos y heridos leves separados de sus cuerpos y la lanzó sobre la trinchera obligando a los aliados a desalojarla. Los paraguayos decidieron no obstante no volver a ocuparla y replegarse, manteniéndola bajo fuego para evitar un nuevo copamiento.
La noche hizo suspender las operaciones. Durante la jornada, si bien el ataque aliado había sido detenido, las bajas paraguayas eran cuantiosas. Según Juan Crisóstomo Centurión "sólo nos quedaron 90 hombres sanos... los demás fueron muertos o heridos, ascendiendo el total de nuestras bajas (...) a unos 8000 hombres, inclusive prisioneros". Exageradas o no las cifras (que aunque incluyeran heridos leves equivalía a prácticamente la totalidad de las fuerzas paraguayas) las bajas eran enormes.
Entre los heridos se encontraban los coroneles José Manuel Montiel, Ávalos, Valois Rivarola, Rolón y Sosa, los capitanes Manuel Maciel, Juan A.Meza y Delvalle. Entre los muertos se encontraba Toledo y el coronel de artillería José Dolores Vallovera. Según el mismo autor, los brasileros tuvieron 4000 bajas, resultando herido el Barón del Triunfo.
El general Martin McMahon, ministro de Estados Unidos, que permanecía en el Cuartel General paraguayo presenciando la batalla relató: "Seis mil heridos, hombres y chiquillos, llegaron a ese campo de batalla el 21 de diciembre y lucharon como ningún otro pueblo ha luchado jamás por preservar a su país de la invasión y la conquista...otros han fugado (hacia su propio ejército) de las pocilgas que utilizaban los invasores como prisión,...el cuartel Paraguayo comenzó a llenarse de heridos incapacitados positivamente para seguir la lucha. Niños de tiernos años arrastrándose, las piernas desechas a pedazos con horribles heridas de balas. No lloraban ni gemían, ni imploraban auxilios médicos. Cuando sentían el contacto de la mano misericordiosa de la muerte, se echaban al suelo para morir en silencio".
Aprovechando la noche algunas partidas aliadas volvieron a ocupar la trinchera, por lo que a las 5 de la mañana del 22 una partida comandada por el capitán Jara fue enviada a desalojarlos.

### Reorganización
La situación de López era difícil pero no desesperada. Las fuerzas brasileñas habían sufrido fuertes pérdidas y fracasado en el ataque por lo que López envió instrucciones a Angostura ordenando que se abrieran paso a través del ejército aliado y se le reunieran en Itá-Ybaté. Sin embargo, el 23 decidió suspender la orden considerando que podía sostener la posición por sí solo ante la evidente desmoralización de las tropas imperiales. No suspendió órdenes similares enviadas a otros puntos y entre el 23 y el 25 llegaron unos 1600 hombres de Cerro León, Caapucú y de Ypoá, que fueron organizados en 4 batallones.
No obstante la situación pronto cambiaría. Las tropas argentinas permanecían estacionadas en Palma bajo el mando del general Gelly y Obes. A los efectos de reponer las más de 6.000 bajas sufridas, el mariscal Caxías se vio forzado a dar intervención a sus aliados o enfrentar una posible derrota por lo que el día 22 solicitó finalmente al general Gelly y Obes el concurso de las fuerzas argentinas, que incluían 9.000 hombres más los 800 hombres del contingente oriental.
El mismo día en que, confiado, tomó la decisión de no desguarnecer la Angostura, López tomó conocimiento de la inminente movilización argentina. Abandonó el cuartel general, que se encontraba ya bajo fuego graneado, retirándose a la boca del Potrero Mármol, confió sus hijos (excepto al mayor) al cuidado del general Mac Mahon quien partió para Piribebuy, a la sazón capital provisoria de la República, y a la madrugada hizo testamento a favor de Elisa Lynch.
En la mañana del 24 el alto mando aliado envió una intimación a López para que en el plazo de 12 horas depusiera las armas:"La sangre derramada en el puente de Tororo y en el arroyo Avay debía haber determinado a V.E. a economizar la vida de sus soldados en el 21 del corriente, no compeliéndolos a una resistencia inútil. Sobre la cabeza de V.E.debe caer toda esa sangre,, así como la que tuviere que correr aún, si V.E. juzgase que su capricho debe ser superior a la salvación de lo que resta del pueblo de la República del Paraguay."
Tras recibir la nota a las 7 de la mañana, López reunió a sus oficiales y los puso al tanto de la intimación, resolviendo rechazarla. A las 15 horas, respondió a Caxias: tras plantear que "en Ytaity Corá, en una conferencia con el Excmo.señor General en Jefe de los Ejércitos Aliados y Presidente de la República Argentina, Brigadier General don Bartolomé Mitre, la reconciliación de cuatro Estados soberanos de la América del Sur, que ya habían principiado a destruirse de una manera notable, y sin embargo, mi iniciativa, mi afanoso empeño, no encontró otra contestación, que el desprecio y el silencio por parte de los gobiernos aliados, y nuevas y sangrientas batallas (...) Desde entonces vi más clara la tendencia de la guerra de los aliados sobre la existencia de la República del Paraguay", afirmó tener "la experiencia de más de cuatro años, de que la fuerza numérica y esos recursos nunca han impuesto a la abnegación y bravura del soldado paraguayo".
El 25 los brasileños colocaron 46 piezas de artillería en línea semicircular en la loma frente a la posición paraguaya. A las 6 de la mañana se inició un fuerte bombardeo cubriendo el avance de algunos batallones imperiales sobre la derecha paraguaya, que capturaron algunas piezas abandonadas por los defensores desde la jornada del 21. En ese combate los brasileros tuvieron 300 bajas.
Caxias parecía haber decidido nuevamente arriesgarse sin el concurso de los argentinos. Ese mismo día el coronel Florencio Romero, comandante del batallón 4° de línea argentino, se presentó en el puesto de José Ignacio Garmendia, comandante del batallón Buenos Aires de la Guardia Nacional, indignado por la inacción de sus fuerzas mientras que las tropas imperiales "a nuestra vista y paciencia" intentaban por su cuenta el asalto y construían "con enorme derramamiento de sangre, el arco de triunfo de su gloria". Con Garmendia llevaron el reclamo ante su comandante, el general Ignacio Rivas, quien por su parte se dirigió raudamente a exigir a Gelly y Obes que obtuviera el compromiso de Caxias de que los argentinos tuvieran un lugar prominente en la acción que se avecinaba. Con sus propias fuerzas diezmadas y desmoralizadas, Caxias finalmente accedió sin reservas.

### Combate del 27 de diciembre

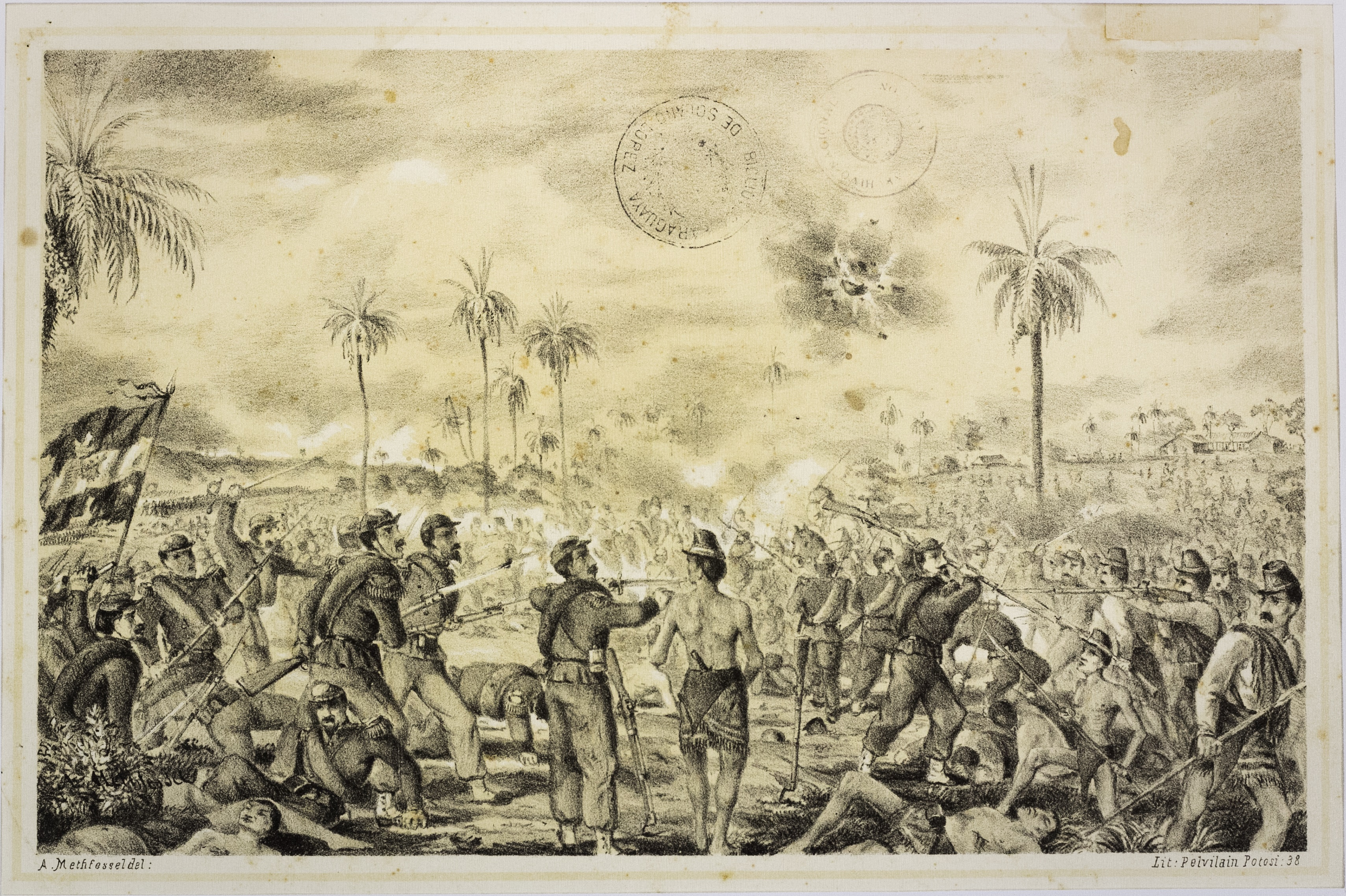
Toma de Loma Valentina por los Aliados (A. Methfessel, Lit. Pelvilain).

El 26 no hubo nuevas acciones. A las 6 de la mañana del 27 de diciembre se reinició el bombardeo y se inició el asalto definitivo, esta vez llevado a cabo por las fuerzas argentinas que cruzaron el Pykysyry y arrollaron la primera línea de defensa lanzándose luego sobre las posiciones de Itá-Ybaté. El ataque era encabezado por el batallón Córdoba (coronel Agustín Olmedo) seguido del batallón 1° de Santa Fe (teniente coronel Enrique Spika).
El fuego de los defensores causó numerosas bajas en las fuerzas atacantes, resultando herido el jefe de Estado Mayor del primer Cuerpo coronel Gordillo, especialmente en el batallón Buenos Aires, que a bayoneta calada se sumaba a la lucha.
Tropas de los batallones Córdoba al mando del capitán Máximo Ibáñez y del Santa Fe al mando del teniente Avellaneda quedaron por momentos aislados en vanguardia y fueron rodeados por fuerzas superiores. Formando en círculo resistieron el ataque hasta que los del Buenos Aires y el batallón Rosario consiguieron estabilizar el frente.
El ataque penetró finalmente las trincheras paraguayas, mientras que un ataque de la caballería conseguía envolver la posición y deshacer a un escuadrón paraguayo que opuso resistencia.
Las fuerzas del 4° de línea (teniente coronel Florencio Romero) y del 5° (Nicolás Levalle) dejaron la línea y se lanzaron al ataque rompiendo la línea defensiva pero solo para quedar aislados. Ante las órdenes del coronel Luis María Campos para que retrocedieran, Levalle respondió "Coronel, el batallón 5° de línea no sabe dar media vuelta frente al enemigo!" y comenzó a retroceder al paso y al son del tambor dando frente a las fuerzas paraguayas y bajo el fuego a quemarropa de sus fusileros.
Cuando el avance en línea de la infantería argentina reforzada con algunas piezas de artillería ligera llegó a una cuadra del cuartel general, López se retiró con su estado mayor por el camino del Potrero Mármol a la vista de sus enemigos, sin que se desprendiera fuerza alguna para interceptarlo
Incluso autores brasileros consideran que la huida de López permitida "por excesiva prudencia de Caxias o por razones inconfesables del comando brasilero" fue "uno de los grandes, sino el mayor, misterio de la guerra".
Caballero permanecía en el campo con una pequeña fuerza de caballería. Viendo que el batallón 4° de línea argentino se dirigía al Potrero Mármol, lo emboscó. En el ataque el 4° sufrió numerosas bajas, incluyendo al coronel Florencio Romero que marchaba al frente de su unidad. Al ser herido, Romero se puso de pie, penetró en el cuadro de su batallón y tras decir a su segundo el mayor Fernández "Compañero, que me vengan a relevar", murió.
Caballero marchó entonces contra el batallón 5°, tras lo cual se replegó en desorden con escasos sobrevivientes.
La caballería aliada persiguió débilmente hasta el arroyo Yukyry a los paraguayos que de replegaban a Cerro León.
El general Garmendia en su Campaña de Piky-syry afirma que "cuando el Mariscal tuvo conocimiento que los aliados habían penetrado a su recinto, abandonó como un pusilánime el campo donde sus soldados se batían heroicamente y morían".
También el coronel inglés al servicio del Paraguay Jorge Thompson afirmaría que, al retirarse, López había incumplido la promesa que había hecho repetidas veces a sus tropas de permanecer y vencer o de perecer con ellos en aquel lugar.
Tras Lomas Valentinas, "El ejército paraguayo quedó liquidado; al mariscal López lo rodeaban apenas cien sobrevivientes (de 9000 soldados que habían luchado contra 25000 brasileños). Pero este puñado quedó dueño de la situación y las fuerzas brasileñas se sintieron alcanzadas por una colosal derrota".
Según el historiador paraguayo Juan E. O'Leary "En esta batalla debió terminar la guerra. Un regimiento de caballería hubiera bastado para rodear a aquellos curiosos vencedores. Pero si no teníamos más que noventa hombres sanos, aún nos quedaba una fuerza moral tan grande que ante el sólo recuerdo de lo que habíamos sido, el enemigo se sentía abrumado y miraba con terror esas lomas pobladas de muertos".
López, quien ya "No tenía soldados, no tenía proyectiles, no tenía que comer. Solo noventa fantasmas le rodeaban en la cumbre de la trágica colina, aguardando sus palabra para correr a la muerte" se retiró al interior y pronto logró reunir "dos mil combatientes de inválidos y niños a quienes hubo que poner barbas postizas para quitarles su aspecto infantil".
Por su parte, la Angostura, defendida por unos 740 combatientes y 16 cañones, pero que después del 21 de diciembre había quedado cercada por tierra y agua y carecía ya de víveres y municiones, y había recibido numerosos heridos después del combate, se rindió el día 30 de diciembre tras una negociación con los aliados que prometieron respetar las vidas, jerarquías y honor de los vencidos. La campaña del Pykysyry había terminado.